# Girls Under Glass
Girls Under Glass — музыкальная группа из Гамбурга (Германия).

## История группы
1986

После яркой, но не продолжительной карьеры распались Calling Dead Red Roses, дав начало двум новым группам, одной из которых были Girls Under Glass, а второй Cancer Barrack. В первоначальный состав Girls Under Glass входили: Thomas Lücke (вокалист), Hauke Harms (клавишник) и Volker «Zaphor» Zacharias (гитарист). Спустя год к музыкантам присоединился бас-гитарист Dr. Fluch, и совместными усилиями был записан дебютный альбом Humus.
1989

Girls Under Glass прочно обосновались на немецкой gothic-wave сцене и на своих концертах поддерживали такие команды, как Fields of the Nephilim и Red Lorry Yellow Lorry. В этот период с группой играли барабанщик Marcel Zürcher (Abwärts, Schwansee, Shanghaid Guts) и бас-гитарист Olaf O. Через некоторое время увидел свет второй альбом Flowers, где партии бас-гитары исполнял новый участник группы Axel Ermes. Аксель и Фолькер на тот момент параллельно играли в Cancer Barrack.
1990

События этого года сильно отразились на жизни и творчестве Girls Under Glass. Фолькер покинул Cancer Barrack и полностью сосредоточился на работе над третьим альбомом Girls Under Glass «Positive».
Когда Томас ушёл из группы, Фолькеру пришлось взять на себя роль вокалиста. Продюсированием нового альбома занимался Rodney Orpheus из The Cassandra Complex. После совместной работы между ним и Фолькером завязались дружеские отношения, и Фолькер стал гитаристом The Cassandra Complex, как в студии, так и на концертной площадке. Их сотрудничество с Rodney продолжается и по сей день.
1991

Во время Positive-tour, на разогреве у Girls Under Glass свои первые крупные выступления дают Project Pitchfork. Впоследствии их вокалист, Петер Шпиллес, примет участие в записи «Ohne Dich» для альбома Zyklus.
1992

Записан четвёртый альбом Darius — первый диск с участием барабанщика Marcus’а Giltjes’a(ex Pink Turns Blue). В качестве нового гитариста был приглашён Raj Sen Gupta.

Песня «Reach For The Stars» для альбома «Darius» записана с участием Петера Хеппнера(Wolfsheim).
1993

На этот раз в записи нового альбома Christus, принимали участие и Marcus Giltjes, и Raj Sen Gupta. Но во время тура Raj покинул группу, и в течение следующий трёх лет Girls Under Glass работали совместно с Робертом Вилкоксом (Sleeping Dogs Wake и Cobalt 60).
1995

Альбом Crystals & Stones группа записывала втроем (Фолькер, Аксель и Хауке). Запись происходила в их собственной новой студии. А на песню «Die Zeit», Die Krupps был сделан ремикс, который впоследствии стал клубным хитом Германии. Во время тура, музыканты опять выступают с Робертом Вилкоксом, а на роль барабанщика приглашают Tippi Agogo из Ванкувера.
1996

Первые концерты во Франции и Испании.
1997

Girls Under Glass выпустили Firewalker — самый сложный альбом за всю историю группы. Он был записан под влиянием NIN, Stabbing Westward, Gravity Kills и других представителей американской индустриальной сцены. На время тура с Deathline Int’l Girls Under Glass попросили присоединиться к ним Rudi Naomi, бывшего барабанщика KMFDM.
1998

На лейбле Hall of Sermon, выходит альбом Equilibrium. Музыка Girls Under Glass стала немного спокойней, с большим уклоном в готик-рок.
1999

Специально для США был выпущен сборник лучших вещей группы — Nightmares. Альбом также включал в себя новые, ранее не издававшиеся композиции, например, кавер-версию на песню Джона Карпентера «Halloween».
2001

Записан Minddiver — первый альбом на собственном лейбле Aragon Records, включившей в себя кавер-версию «Frozen» Мадонны. Также в этом году Girls Under Glass впервые выступили в Англии на фестивале GOTHAM вместе с Clan Of Xymox. Прошёл совместный тур с The Fair Sex. 
2002

Во время европейского тура было записано 16 композиций для первого концертного альбома In Light and Darkness, впоследствии изданного на Aragon Records.
2003

Перерыв в творчестве группы длился чуть больше года. Музыканты не давали концертов и не вели студийной работы.
2004

Готов новый материал для альбома. Запись происходит на студии IMPULS продюсера JP Genkel, в Гамбурге. Одна из песен этого альбома Ohne Dich записана с участием Петера Шпиллеса из Project Pitchfork. Был выпущен одноимённый сингл.
В феврале 2005 года Zyklus выходит на Metropolis Records.
2006

К юбилею группы выпущен DVD «Focus», включающий запись выступления Girls Under Glass на фестивале Wave Gothic Treffen в 2005 году, интервью с участниками, комментарии известных музыкантов и несколько концертных видео прошлых лет.

Свой юбилей группа отметила в 2006 году на фестивале Mera Luna. Для этого были приглашены Eric Burton (Catastrophe Ballet), Peter Spilles(Project Pitchfork), Oswald Henke (Goethes Erben), Thomas Lücke, Jenny Kähler, которые вместе с Girls Under Glass исполнили их лучшие песни. Видео Ohne Dich с этого фестиваля вошло на DVD «Into The Darkness Vol. 4».
2007 

Никаких планов на этот год.
Фолькер Захариас и Родни Орфеус воссоединяют The Cassandra Complex, Аксель Эрмес работает с несколькими другими проектами, а Хауке Хармс восстанавливает силы после 20 лет «непониманий».
2016-2018
Воссоединение коллектива произошло в 2016 в честь 30-летия с момента формирования GUC. Все началось спонтанно и проявилось в виде серии концертов и ремастеринга винила. Полное обновление трековой базы состоялось в 2018.

## Дискография
- - 1986 – The Question – The Answer – Pop (demo, cassette)
  - 1988 – Humus (LP, CD)
  - 1989 – "Ten Million Dollars" (12″ single)
  - 1990 – Flowers (LP, CD)
  - 1990 – "Random" (12" single)
  - 1991 – Positive (LP, CD)
  - 1991 – "Never Go" (7″ single)
  - 1991 – Live at Soundgarden (live; LP, CD)
  - 1992 – Darius (LP, CD)
  - 1993 – Christus (LP, CD)
  - 1994 – Down in the Park (EP; CD)
  - 1995 – Exitus: 1986–1995 (anthology; 2-CD)
  - 1995 – "Die Zeit" (CD single)
  - 1995 – Crystals & Stones (CD)
  - 1997 – Firewalker (CD)
  - 1999 – Nightmares (anthology; CD)
  - 1999 – Equilibrium (CD)
  - 2001 – Minddiver (CD)
  - 2001 – "Frozen" (promo CD single)
  - 2002 – "Erinnerung" (CD single)
  - 2003 – ...In Light & Darkness (live; 2-CD)
  - 2004 – "Ohne Dich" (feat. Peter Spilles) (CD single)
  - 2005 – Zyklus (CD)
  - 2005 – "Touch Me" (CD single)
  - 2006 – Focus: 20 Years (live and documentary DVD)
  - 2006 – Traumatized (joint GUG/Trauma remastered anthology; digital album)
  - 2014 – Frozen (joint GUG/Trauma anthology; digital EP)
  - 2016 – The Question – The Answer – Pop (remastered re-release; LP)
  - 2018 – "Endless Nights" (digital single)
  - 2023 – "Backdraft" (digital album)